# Čop
Čop (ukrajinsky, rusínsky a rusky Чоп; maďarsky Csap; slovensky Čop) je město (do července 2020 město oblastního významu) v okrese Užhorod v jihozápadním cípu Zakarpatské oblasti na západní Ukrajině. Leží při trojmezí s Maďarskem a Slovenskem v úzkém pásu mezi řekami Tisa a Latorica, zhruba 25 km jižně od správního centra oblasti Užhorodu. Jde o nejzápadněji položené ukrajinské město. Je zde sídlo čopské městské komunity. 
Pro svůj velký strategický význam (železniční uzel) byl Čop během 20. století několikrát předmětem územních požadavků a sporů, nakonec byl roku 1945 získán Sovětským svazem v rámci anexe Podkarpatské Rusi, ačkoliv byl předtím součástí země Slovenské.

## Dějiny
Čop byl poprvé zmíněn v listinách v roce 1281, ale po mnoho staletí se vyvíjel velmi pomalu. Nacházel se na jižní výspě Užské župy u jejích hranic se župami Zemplínskou, Sabolčskou a Berežskou.
Historie Čopu v moderní době je zcela svázána s výstavbou železniční sítě: v letech 1871–73 vznikla hlavní trať z Koroleva (Királyháza) u Chustu do Sátoraljaújhely s odbočkami z Baťova do Mukačeva a z Čopu na sever do Užhorodu a na jih do Kisvárdy. Z Mukačeva byla trať v roce 1887 prodloužena přes karpatský hřeben do Lvova, jako páteřní spojení mezi Uhrami a Haličí. Z Užhorodu byla trať v letech 1894–97 prodloužena k severu do Velkého Berezného a v roce 1905 přes Sambor také do Lvova. V roce 1905 vzniklo také spojení na východě přes Jasiňu do východní Haliče a Bukoviny. Čop se tak během jedné generace stal dopravním uzlem významným pro celou monarchii.
S rozpadem habsburské monarchie připadl Čop, ačkoliv téměř čistě maďarský, Československu, a v jeho rámci ke Slovensku. Stalo se tak na základě žádosti, kterou Edvard Beneš přednesl 25. března 1919 na pařížské mírové konferenci, důvody byly především strategické a dopravní. Československá armáda obsadila Čop 29. dubna. O měsíc později zahájila ofenzívu vojska Maďarské republiky rad a na východním Slovensku postoupila až k polské hranici. Po dalším zákroku u dohodových mocností stanovila nejvyšší rada 12. června 1919 maďarské hranice a maďarská vláda byla po ultimátu nucena svá vojska stáhnout. Čop byl opět obsazen československou armádou 22. července 1919 a stal se součástí Slovenska; spadal pod politický a soudní okres se sídlem v Královském Chlumci. V roce 1930 zde žilo 3 572 obyvatel v 584 domech, z toho bylo 58 % maďarské národnosti, 20 % československé, 9 % židovské a 4 % cikánské.
Tak tomu bylo až do až do první vídeňské arbitráže (2. listopadu 1938), kterou Československo ztratilo jižní Slovensko a jihozápad Podkarpatské Rusi ve prospěch Maďarska. Čop pak byl součástí Maďarského království, a to až do 23. listopadu 1944, kdy byl obsazen sovětskou armádou.
Navzdory ujištění sovětských představitelů (Molotov 21. března 1945), že při odstoupení Karpatské Ukrajiny bude zachována východní hranice Slovenska, obsadil a anektoval Sovětský svaz pruh území podél hranice od Čopu až po polskou hranici se železniční tratí v údolí Uhu. Tehdy Slovensko ztratilo 250 km² území v okresech Kráľovský Chlmec a Veľké Kapušany, s obcemi Ašvaň, Batva, Čop, Galoč, Komárovce, Malé Slemence, Palaď, Palov, Rátovce, Surty, Šalamúnová a Téglás; jako náhradu dostalo Československo v roce 1946 pouze obec Lekárovce.
Čopský železniční uzel byl přestavěn na širší ruský rozchod a stal se hlavním železničním přechodem ze Sovětského svazu do Československa i Maďarska, kde za hranicemi vznikla velká překladiště.
Od 15. května 2003 do administrativně-teritoriální reformy v červenci 2020 měl Čop status města oblastního významu.

## Obyvatelstvo
V Čopu žije necelých 9 000 obyvatel (2020), z nichž přibližně 40 % tvoří Ukrajinci a Rusíni, 40 % Maďaři, zbytek pak Romové, Rusové, Bělorusové, Slováci a Židé.

## Doprava

### Železniční doprava
Čop je známý především díky tomu, že je první ukrajinskou železniční stanicí po příjezdu ze Slovenska a Maďarska (s Maďarskem je zde i silniční přechod). Společně s Čiernou nad Tisou a Záhony tak tvoří velký a složitý železniční uzel, neboť se zde stýká normální evropský rozchod kolejí (1435 mm) s ruským (1520 mm). Zastavují tu tedy vlaky spojující Bratislavu, Košice, Vídeň nebo Budapešť přes Čop, Mukačevo a Lvov s Kyjevem a Moskvou; těm se zde mění podvozky. Alternativní méně vytížená trať vede do Lvova přes Užhorod a Sambir. 
Z Čopu vedou normálněrozchodné tratě třemi směry (do Maďarska, na Slovensko směr Košice a přes Vynohradiv do Rumunska) a širokorozchodné čtyřmi směry: do Záhonye, do Čierné nad Tisou a dvě tratě do ukrajinského vnitrozemí – na sever (Užhorod, Lvov) a na východ, kde se v Baťově větví ještě na dva směry – hlavní trať přes Mukačevo do Stryje a druhá směr Korolevo, Chust, Teresva a Solotvina (část někdejší transkarpatské trati přes Jasiňu do Kolomyje nebo Ivano-Frankivska).

### Silniční doprava
Přes Čop vede evropská silnice E573, která vede z maďarského města Püspökladány přes Debrecín a Nyíregyházu do ukrajinského Užhorodu. Je zde silniční hraniční přechod mezi Maďarskem (EU) a Ukrajinou.

## Partnerská města
- Milove, Ukrajina
- Sokołów Małopolski, Polsko
- Záhony, Maďarsko
- Čierna nad Tisou, Slovensko

## Galerie

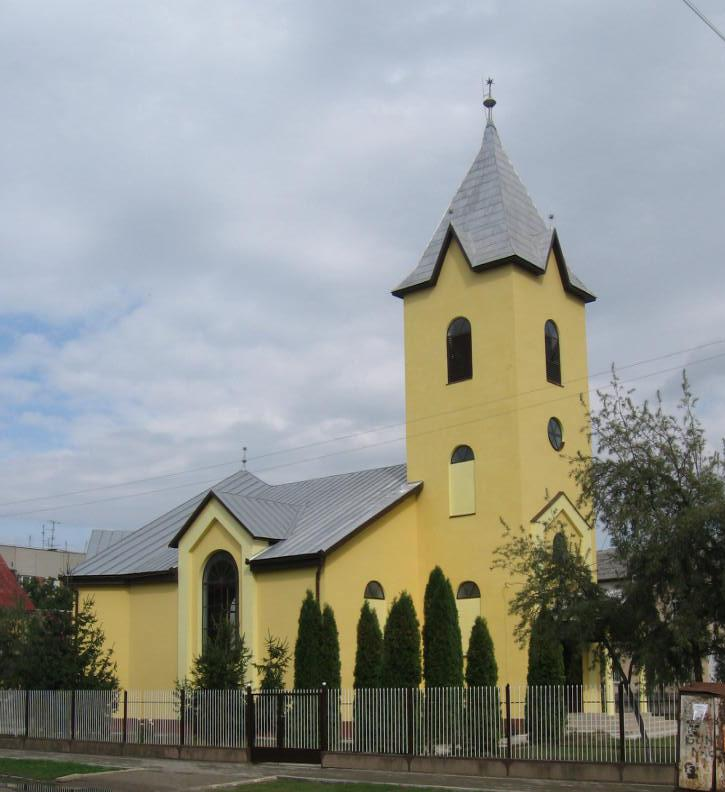
Kostel
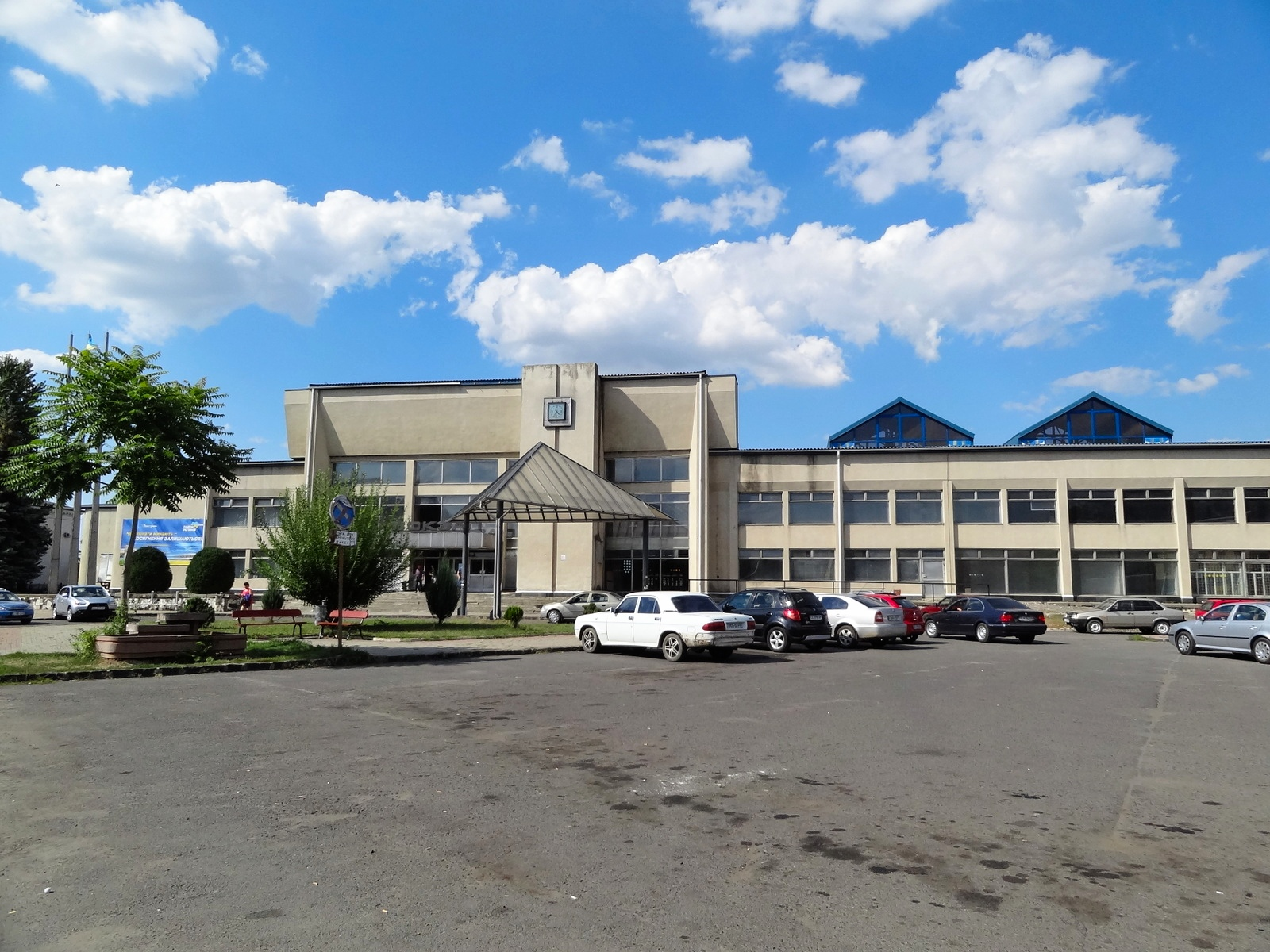
Nádraží pro dálkové vlaky
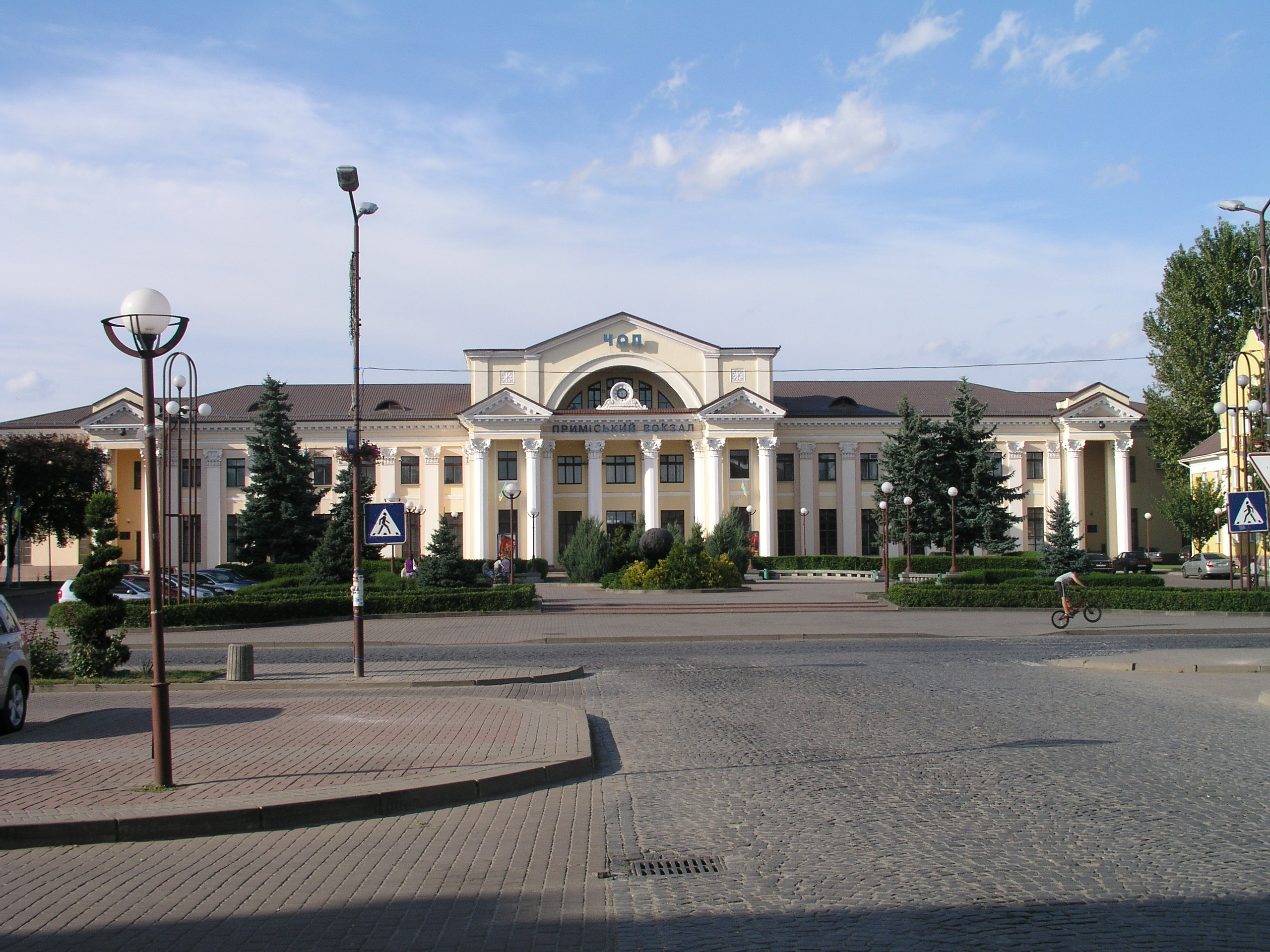
Nádraží pro příměstské vlaky
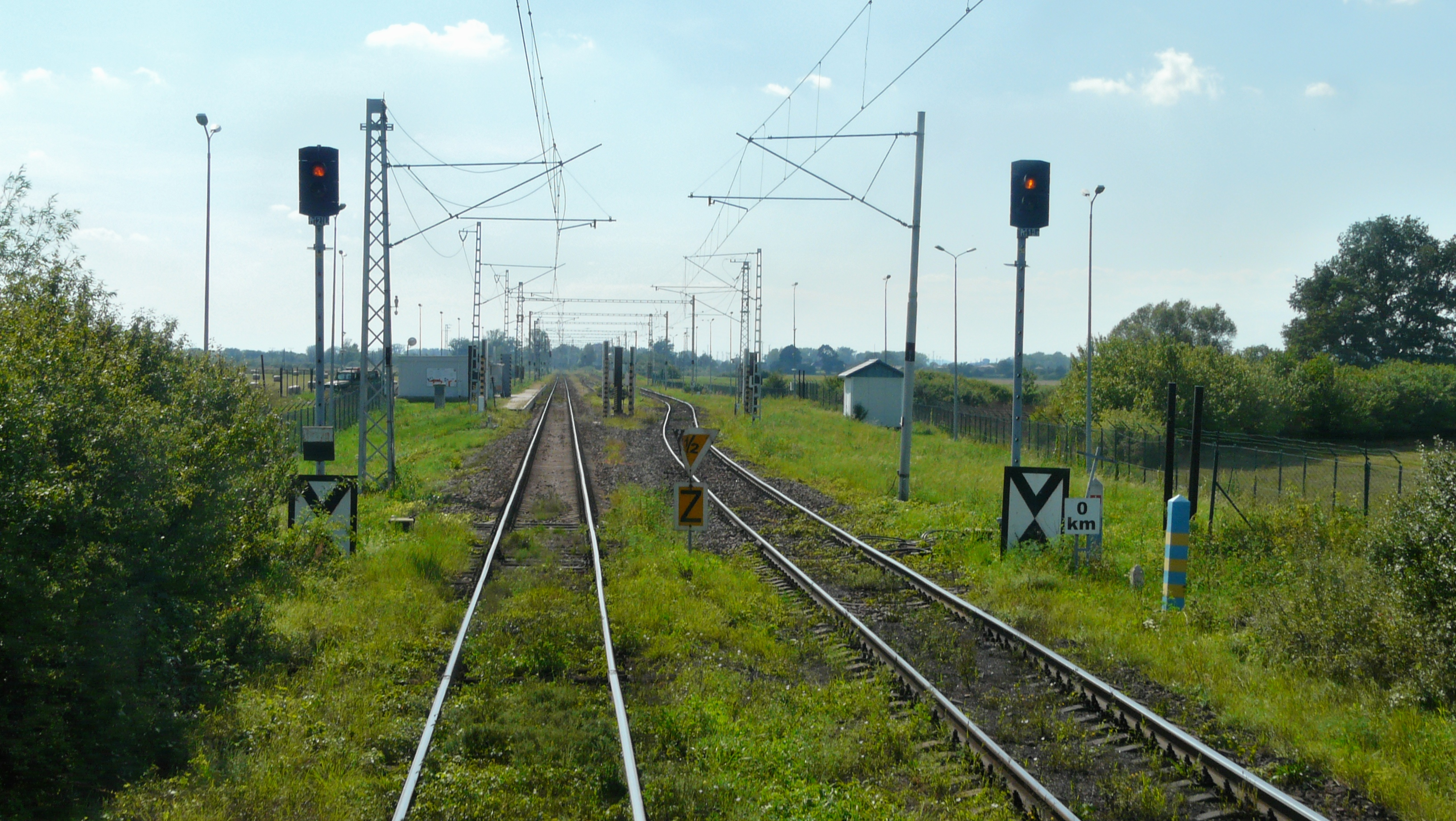
Hranice se Slovenskem